# Arqueta de Sant Patllari
A l'església de Santa Maria de Camprodon (Ripollès) s'hi conserva l'arqueta de Sant Patllari (o de Sant Pal·ladi). Es tracta d'un reliquiari destinat a guardar les restes d'aquest personatge, el patró de la vila.
Malauradament es conserven poques peces d'aquest tipus, i aquesta, malgrat els desperfectes que presenta, n'és un bon exemple. Un altre exemplar n'és l'Arqueta de Sant Martirià de Banyoles, espoliada el 1980. Tot fa pensar que procedeix de l'església del proper monestir de Sant Pere, on es veneraven les relíquies. És una bella peça d'orfebreria gòtica del primer terç del segle xiv.
Sant Patllari o Pal·ladi d'Embrun era un bisbe francès de qui s'expliquen diversos fets miraculosos. En morir fou considerat sant i enterrat a França, però uns monjos benedictins van robar el seu cos i el van traslladar en un ase. Quan eren a Camprodon, la llegenda diu que aquell cos es va fer tan feixuc que l'animal no va poder continuar i per això es va guardar al monestir de Sant Pere.
El 1470 el monestir fou saquejat i l'arqueta traslladada a França, però va poder retornar el 1484.

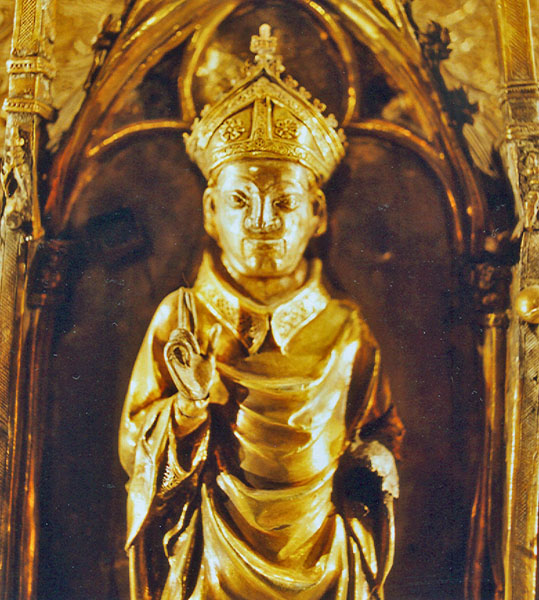
El bisbe sant Patllari, centra la decoració de l'arqueta